# 위현 (전한)
위현(韋賢, 기원전 142년 ~ 기원전 61년)은 전한 중기 ~ 후기의 관료로, 자는 장유(長孺)이며 노국 추현(鄒縣) 사람이다. 초원왕의 스승 위맹(韋孟)의 후손으로, 성품이 검소하고 학문에 힘썼다.

## 생애
《예기》·《상서》·《시경》하여 대학자로서 명성을 떨쳤다. 조정에 박사(博士)로 임용되었고, 급사중(給事中)이 되고 소제를 가르쳤다. 이후 광록대부·첨사(詹事)·대홍려를 역임하였다.
소제가 붕어하고, 대장군 곽광은 대신들과 의논하여 선제를 옹립하였다. 위현 또한 곽광과 뜻을 함께하였기 때문에, 선제 즉위 후 공로를 인정받아 관내후에 봉해져 식읍을 받았고, 장신소부로 전임되었다. 위현은 소제의 스승이었기 때문에 조정에서 예우를 받았다.
본시 3년(기원전 71년), 채의의 뒤를 이어 승상이 되고 부양후(扶陽侯)에 봉해져 식읍 7백 호를 받았다.
지절 3년(기원전 67년), 위현이 연로함을 이유로 은퇴를 청원하니, 선제는 황금 백 근을 내려주고 관직을 거두었다. 승상이 스스로 관직에서 물러나는 건 위현으로부터 비롯하였다.
신작 원년(기원전 61년)에 죽으니, 향년 82세였다. 시호를 절이라 하였다.
위현은 위방산·위홍·위순(韋舜)·위현성 네 아들을 두었다. 위현의 작위는 요절한 장남 위방산을 대신하여 위홍이 잇기로 되어 있었으나, 위홍이 죄를 지어 투옥되었기 때문에 문하생과 유가족들은 위현성으로 하여금 작위를 잇게 하였다. 위현성 또한 위현처럼 벼슬이 승상에 이르렀다.

## 출전
- 반고, 《한서》
  - 권8 선제기
  - 권18 외척은택후표
  - 권19하 백관공경표 下
  - 권73 위현전